# CASA 3000
CASA 3000 byl projekt turbovrtulového regionálního dopravního letounu. Vznikl u španělského leteckého výrobce Construcciones Aeronáuticas SA (CASA) počátkem 90. let 20. století.
CASA původně předpokládala, že navrhovaný letoun bude mít trup založený na ruském typu Iljušin Il-114, připojený ke křídlům odvozeným od křídel švédského letounu Saab 2000, která CASA pro firmu Saab  
vyráběla. Projekt zahrnoval také prodloužení trupu Il-114 tak aby kabina pojala sedadla pro 70 cestujících. Na konstrukci trupu Il-114 bylo potřeba provést také další úpravy, vynucené existencí odlišných bezpečnostních norem pro stavbu letadel platných mimo Sovětský svaz.
Po neúspěchu jednání s firmou Iljušin CASA oznámila, že letoun bude používat trup její vlastní konstrukce. Ačkoliv výrobce původně předpokládal existenci trhu pro zhruba 1000 letounů této třídy, CASA později projekt opustila bez postavení jediného kusu.

## Specifikace
Údaje podle

### Technické údaje
- Osádka:
- Kapacita: 67–78 cestujících[p 1]
- Rozpětí: 29,7 m
- Délka: 27,67 m
- Výška: 8,68 m
- Prázdná hmotnost: 17 200 kg
- Maximální vzletová hmotnost: 28 300 kg
- Pohonná jednotka: 2 × turbovrtulový motor GMA AE 2100
- Výkon pohonné jednotky: 3 691 kW každý

### Výkony
- Cestovní rychlost: 648 km/h (350 uzlů)
- Dolet: 1 402 km (757 nm)